# Capela Curada
Capela Curada ou Curato, era um título oficial dado pela igreja católica a uma capela situada numa povoação com determinada importância económica e populacional.  

## No Brasil
No Brasil, a obtenção desse título era fundamental para o desenvolvimento das aglomerações urbanas do interior brasileiro entre os séculos XIX e início do século XX, uma vez que somente se podia criar uma freguesia nos locais onde havia um povoado que contasse com a instalação de uma capela curada.
No Brasil, do período Colonial até a proclamação da República, para que se existisse o reconhecimento oficial de um povoado era necessária autorização integrada dos poderes do Governo e da Igreja. Se existisse uma capela com celebrações realizadas regularmente por um pároco, este local era chamado Capela Curada.  Com o aumento do povoado, seus políticos e moradores poderiam solicitar à Assembléia Provincial a criação de uma Freguesia. [carece de fontes?]